# The Legion of Doom
The Legion of Doom jest duetem mash-up byłych producentów – Chada Blinmana i Trevera Keitha. Chad Blinman jako producent i inżynier dźwięku z ponad piętnastoletnim doświadczeniem, odpowiedzialny był za brzmienie między innymi The Get Up Kids, Saves the Day oraz face to face. Trever Keith, lider poppunkowej formacji face to face, pracował także jako inżynier dźwięku w Vagrant Records, współtworząc albumy zespołów takich jak Senses Fail, .moneen. i wielu innych. Po blisko dziesięcioletniej współpracy, zdecydowali się obaj założyć The Legion of Doom w 2004 roku.
Pierwszymi kompozycjami nowego projektu były remiksy utworów z gatunku punk, hardcore i rock. Charakterystyczną cechą muzyki duetu są motywy zapożyczone z niskobudżetowych produkcji kina klasy b.
Muzyka formacji znalazła się na oficjalnych ścieżkach dźwiękowych filmów takich jak Piła II, Underworld: Evolution i Piła III. Muzycy formacji stworzyli również pełną scieżkę dźwiękową, a także nadzorowali dźwięk w filmie kina niezależnego Eyes Front, wyprodukowanego przez Antagonist Media.

## Dyskografia

### Albumy studyjne
- Incorporated (2006)

### Kompilacje
- Las Vegas (2005)
  - „Suspicious Minds” – Wayne Newton vs The Legion of Doom
- Piła II (2005)
  - „Home Invasion Robbery”
- Piła III (2006)
  - „Eyes of the Insane” – The Legion of Doom vs Slayer
- Underworld: Evolution (2006)
  - „Where Do I Stab Myself in the Ears” (The Legion of Doom Remix) – Hawthorne Heights
  - „Bite to Break Skin” (The Legion of Doom Remix) – Senses Fail
- Resident Evil: Extinction (2007)
  - „I’m So Sick” (T-Virus Remix) – Flyleaf vs The Legion of Doom
  - „One Love” (Extinction Remix) – Aiden vs The Legion of Doom

### Inne kompozycje
- „Crazy as She Goes” – Gnarls Barkley vs The Raconteurs (ft. Grandmaster Flash)
- „Cross Your Love Triangle” – New Order vs Kid Stardust
- „Empty Like the Ocean’s Lean Back” – Midtown vs Fat Joe
- „Good News, I’m Dead”
- „Kill Jenny Like That” – The Killers vs Ghostface Killah
- „Supersighs Mix” – The Legion of Doom vs Goblin
- „The Legion of Doom’s Halloween Hour of Horror 2006”[1]
  - „Eyes of the Insane” – The Legion of Doom vs Slayer
  - „Stigmata Martyr” – Bauhaus
  - „Arch Carrier” – Autechre vs „What’s He Building?” – Tom Waits
  - „Destroy All Vampires” – My Chemical Romance vs A Static Lullaby (ft. Triune)
  - „Worlock” – Skinny Puppy
  - „Sky Collector” – Real Space Noise
  - „Supersighs Mix” – The Legion of Doom vs Goblin
  - „Ebola in Memphis” – Every Time I Die vs Norma Jean (ft. KRS-One)
  - „The Fear” – Viva Death
  - „Windowpane” – Coil
  - „Walking with Gods” – Killing Joke
  - „Home Invasion Robbery” – The Legion of Doom
  - „Open Day at the Hate Fest” – Curve
  - „Half Eaten” – Wire
  - „Stagger Lee” – Nick Cave and the Bad Seeds